# El geperut de Notre-Dame (pel·lícula de 1997)
El geperut de Notre-Dame (títol original: The Hunchback) és una pel·lícula de drama romàntic de 1997 feta per a la televisió basada en l'emblemàtica novel·la de 1831 de Victor Hugo Nostra Senyora de París. Dirigida per Peter Medak i produïda per Stephane Reichel, és protagonitzada per Richard Harris, Salma Hayek i Mandy Patinkin. Està doblada al català.

## Argument
Basada en la novel·la, Esmeralda una jove gitana es converteix en l'obsessió de Claude Frollo. Només Quasimodo, el campaner geperut, pot salvar-la.

## Repartiment
- Mandy Patinkin com Quasimodo
- Richard Harris com Claude Frollo
- Salma Hayek com Esmeralda
- Edward Atterton com Gringoire
- Benedick Blythe com Phoebus
- Nigel Terry com Lluís XI de França
- Jim Dale com Clopin
- Trevor Baxter com advocat
- Vernon Dobtcheff com pare Michel
- Nickolas Grace com Gauchére

## Producció
Els llocs de rodatge van ser Budapest, Praga i Rouen de juliol a setembre de 1996. Aquesta pel·lícula de televisió es va estrenar un any després de la versió musical animada de Disney. Mandy Patinkin havia estat escollit com Quasimodo a la versió de Disney, però va deixar el paper quan es va enfrontar amb els productors per la interpretació.
"Volia interpretar a Quasimodo de veritat", diu Patinkin, que va guanyar un Tony per " Evita " i un Emmy per " Chicago Hope " de CBS. Però els productors volien alguna cosa diferent. "Tenien les seves pròpies necessitats de Disney", explica. "Jo allà mateix a l'audició vaig dir: 'No puc fer això'. "